# 巴拉里耶
巴拉里耶（Bhalariya），是印度拉贾斯坦邦Udaipur县的一个城镇。总人口6530（2001年）。

## 人口
该地2001年总人口6530人，其中男性3453人，女性3077人；0—6岁人口663人，其中男372人，女291人；识字率83.02%，其中男性为86.77%，女性为78.81%。